# Shelton Brothers Gang
Die Shelton Brothers Gang war eine historische Bande während der US-amerikanischen Alkoholprohibition von 1919 bis 1932 im südlichen Bundesstaat Illinois.

## Geschichte
Die Bande wurde durch die Brüder Earl, Carl und Bernie Shelton gegründet, die mit Beginn der Prohibition auf Alkohol 1920 in das sogenannte „bootleging“ einstiegen. Sie operierten aus dem Williamson County heraus und kontrollierten mit ihrem Alkohol, den sie zum Teil selbst produzierten, vermutlich auch Städte wie East St. Louis.

### Auseinandersetzung mit dem Ku Klux Klan
Ein ernstes Problem wurde der Ku Klux Klan, welcher in den 1920er Jahren ein Befürworter der Prohibition war, da aus ihrer Sicht der Alkohol als von Emigranten – Katholiken und andere Religionen – eingeschlepptes unamerikanisches Teufelszeug galt. Andererseits arbeiteten gerade diese Emigranten in den Kohleminen der Region und dachten nicht daran, ihre alten Trinkgewohnheiten zu ändern.
Im Frühjahr 1923 versammelten sich im Williamson County rund 5000 Mitglieder des Ku Klux Klan, der sich auf die ansässigen Gemeinden der Baptisten und Protestanten in den kleinen Dörfern und den größeren Städten stützen konnte. Anführer war der 58-jährige S. Glenn Young, ein ehemaliger Beamter der Bundespolizei.
Der Mob begann auf der Suche nach Alkohol von Haus zu Haus zu wandern; Alkoholbesitzer wurden gefangen genommen und den offiziellen Behörden übergeben, die gegen diese illegalen Festnahmen und Inhaftierungen nichts unternahmen. Teilweise hatten die Behörden sogar Klanmitglieder zu offiziellen Hilfskräften gemacht. Gewählte Politiker, welche erwischt worden waren, wurden aus ihren Ämtern gejagt und durch Klan-Mitglieder ersetzt.
Am 24. Januar 1925 kam es zu einem Vorfall, bei dem der Hilfssheriff Ora Thomas in Herrin (Illinois) zu einem Tabakwarenladen gerufen wurde, wo er auf Klanführer Young traf. Beide schossen sich gegenseitig nieder; zwei Klanmitglieder entkamen im Getümmel. Für den toten Young wurde eine offizielle Kundgebung abgehalten, an der rund 15.000 Personen teilnahmen.
Die Shelton-Brüder arbeiteten zu diesem Zeitpunkt noch mit Charles Birger und seiner Bande zusammen und sie griffen gemeinsam im April 1926 die Anführer des Klans in Herrin an, wobei Maschinenpistolen vom Typ Thompson und Flinten zum Einsatz kamen. Obwohl die Polizei gerufen wurde, erschien diese nicht, so dass hinterher nur gegen unbekannt ermittelt werden konnte.
Obwohl die personellen Verluste des Klans nur gering waren, war die Macht vor Ort gebrochen. Die gewählten Gesetzesvertreter konnten in ihre Büros und Ämter zurückkehren und die Alkoholschmuggler wieder ihrer illegalen Tätigkeit nachgehen.

### Auseinandersetzung mit Charles Birger
Charles Birger entwickelte sich bald zum Rivalen der Brüder und 1926 begann ein blutiger Bandenkrieg um die Vorherrschaft mit gegenseitigen Ladungsentführungen, bei dem gepanzerte Lastwagen – die gepanzert worden waren und aus denen geschossen werden konnte – sowie Bomben aus Dynamit zum Einsatz kamen. Obwohl die Sheltons über mehr als fünfzig bewaffnete Schützen verfügte, konnten sich die Brüder nicht gegen Birger durchsetzen.
Die Shelton Gang versuchte dabei Birgers kleinen Speakeasy Shady Rest in die Luft zu sprengen, aber die Bombe ging daneben. Zahlreiche Personen wurden während dieser Auseinandersetzung getötet, und es war nie klar, welche Seite gerade die Oberhand hatte.
In West City, einem kleinen Ort in der Nähe von Benton (Illinois), lebte Joseph Adams als Bürgermeister und Betreiber einer kleinen Autowerkstatt. Birger fand heraus, dass dort der gepanzerte Lastkraftwagen der Sheltons repariert wurde, und verlangte dessen Herausgabe. Da Adams das aber nicht tat, warfen Birgers Leute im Vorbeifahren eine Bombe auf die Werkstatt und demolierten die Vorderseite des Gebäudes. Im Dezember 1926 klingelten dann Harry und Elmo Thomasson am Wohnhaus von Adams, um ihm angeblich einen Brief von Carl Shelton zu überbringen; als dieser öffnete und den Brief anfing zu lesen, wurde er von den beiden erschossen.
Im Folgemonat antworteten die Sheltons u. a. mit der – nun erfolgreichen – Zerstörung des Shady Rest; in den Trümmern wurden vier Leichen entdeckt, die bis zur Unkenntlichkeit verbrannt waren. Die Reihe von Explosionen und das Feuer waren so heftig gewesen, dass sie nicht nur in der unmittelbaren Umgebung bemerkt worden waren.
Außerdem verschwand etwa zur gleichen Zeit das Ehepaar Price spurlos. Lorry Price galt als verbündeter Birgers und war ein Landespolizist des Staates Illinois gewesen.

### Das Ende
Als Birger 1928 vor der Polizei aussagte, wurden die Sheltons wegen eines Überfalls aus dem Jahr 1925 zu 25 Jahren Haft und einer Geldstrafe von 15.000 US-Dollar verurteilt. Damit hatte Birger zwar die Sheltons hinter Gitter gebracht, wurde aber selbst wegen des Mordes im gleichen Jahr gehängt.
Nach ihrer Freilassung wurden Carl und Bernie Shelton 1947 bzw. 1948 ermordet. Vermutlich war Frank „Buster“ Wortman – ein früheres Bandenmitglied – der Täter, der die Glücksspielaktivitäten der Brüder nach ihrer Ermordung übernahm.